# Pachypleurosauria
Die Pachypleurosauria sind eine ausgestorbene Gruppe mariner Reptilien. Gut erhaltene Fossilien wurden unter anderem im Tessin (CH) am Monte San Giorgio und in China entdeckt.

## Merkmale
Pachypleurosauria waren langgestreckt, hatten kleine Köpfe, lange Hälse, einen abgeflachten Ruderschwanz und paddelartige Gliedmaßen. Der Schädel war leicht gebaut und langgestreckt. Augen- und Nasenhöhlen waren groß, die Temporalfenster klein. Die Zähne waren stiftförmig und spitz. Zwischen ihnen gab es große Zwischenräume. An der Vorderseite der Kiefer standen die Zähne hervor. Becken- und Schultergürtel sind stark reduziert, die Gelenkung am Körper ist schwach. Wahrscheinlich waren die Gliedmaßen nicht in der Lage, die Tiere an Land zu tragen. Die 20 Zentimeter bis einen Meter lang werdenden Tiere schwammen mit seitlichen Bewegungen ihrer abgeflachten Schwänze und legten dabei die Hinterbeine an den Körper an. Die Vordergliedmaßen wurden eventuell noch zum Steuern oder auch zum Antrieb benutzt. Pachypleurosauria waren wahrscheinlich Fischfresser.

## Gattungen
- Anarosaurus Dames, 1890
- Dactylosaurus Gürich, 1884
- Hanosaurus Young, 1972
- Keichousaurus Young, 1958
- Neusticosaurus Seeley, 1882
- Pachypleurosaurus Cornalia, 1854
- Psilotrachelosaurus Nopcsa, 1928
- Serpianosaurus Rieppel, 1989